# Милич, Стефан
Сте́фан Ми́лич (черног. Стефан Милић; род. 6 июля 2000, Подгорица, Союзная Республика Югославия) — черногорский футболист, защитник клуба «Черноморец Новороссийск».

## Карьера

### «Будучност»
В июле 2018 года стал игроком клуба «Будучност» из черногорской столицы. Дебютировал в ЦФЛ 31 марта 2018 года в матче с ФК «Ком». В Кубке Черногории сыграл в матче с ФК «Младост». В сезоне 2018/19 сыграл в квалификации Лиги Европы УЕФА против «Тренчина». В сезоне 2019/20 сыграл в квалификации ЛЕ против «Нарва-Транс» и луганской «Зари». 

### «Динамо Загреб»
В августе 2020 года перешёл в загребское «Динамо». Дебютировал в ХНЛ в матче против ФК «Локомотива». 

### «Вараждин»
В октябре 2020 года отправился в аренду в «Вараждин». Дебютировал за клуб в матче с «Риекой». 

### «Браво»
В феврале 2022 года отправился в аренду в словенский клуб «Браво». Дебютировал в Первой лиге Словении 19 февраля 2022 года в матче с «Целе», забил дебютный мяч в ворота «Марибора»  

### «Черноморец Новороссийск»
В январе 2025 стал игроком «Черноморец Новороссийск».